# Football Club Médiour (féminines)
Le Football Club Médiour (féminines) est un club de football féminin sénégalais basé dans la ville de Rufisque.

## Histoire
Football Club Médiour (féminines) est un club de football féminin sénégalais basé dans la ville Rufisque. Il est la section féminine de football de FC Médiour, club de football masculin évoluant dans le championnat amateur sénégalais (Division régionale).
Le club a été une fois champion du Sénégal (2017). Il est aussi vainqueur de la coupe du Sénégal quatre fois (2011, 2012, 2017 et 2018).

## Palmarès
- Championnat du Sénégal :
  - Champion : 2017.
- Coupe du Sénégal :
  - Vainqueur : 2011, 2012, 2017 et 2018